# Шотландський механізм

Шотландський механізм у дії

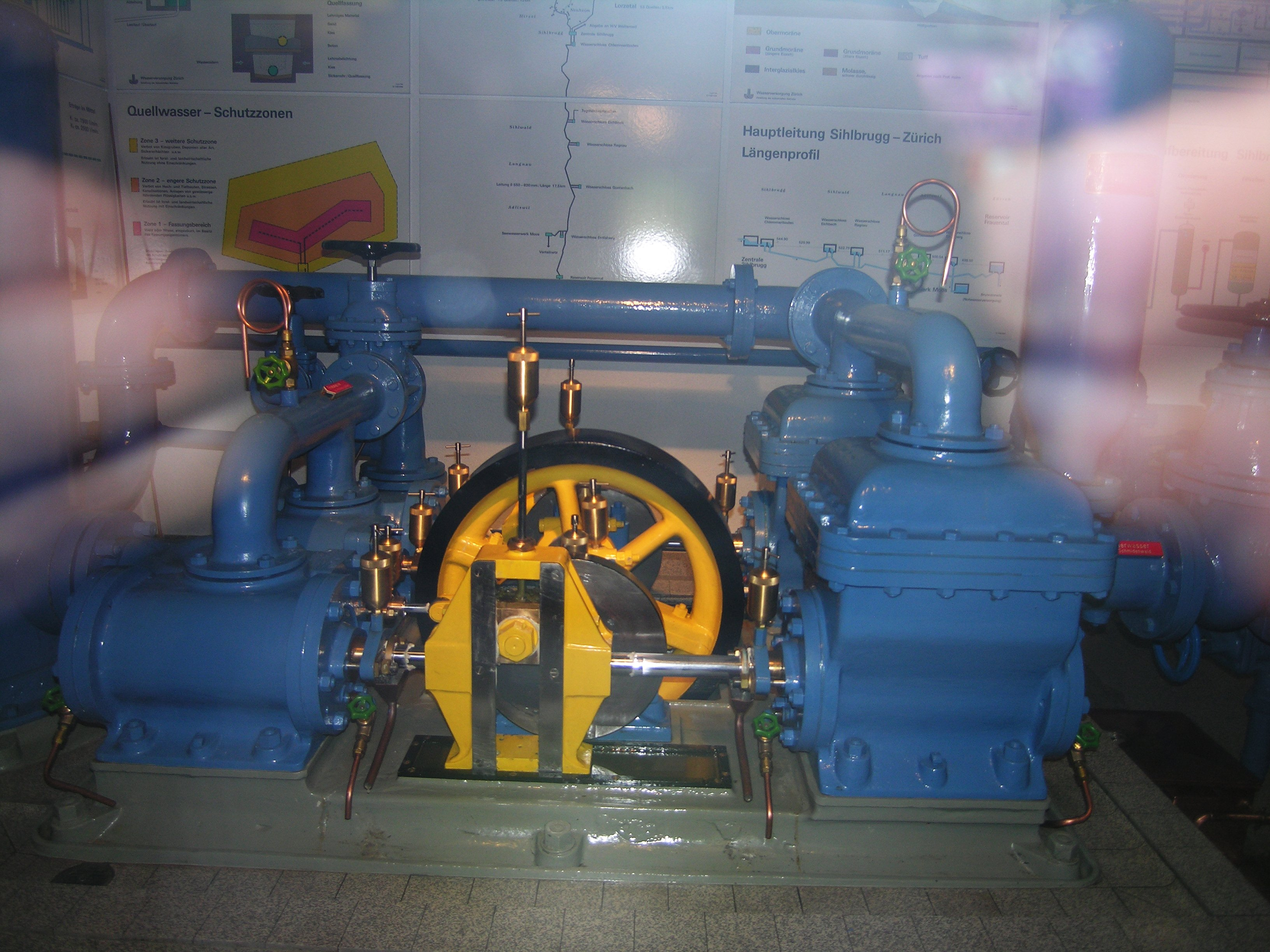
Конструкція поршневої водяної помпи, на базі шотландського механізму, який забезпечує відповідну взаємодію поршня з маховим колесом

Шотла́ндський механі́зм, або трикутний шатун, (англ. Scotch yoke) — це механізм, що призначений для перетворення обертового руху кривошипа (корби) у прямолінійний рух повзуна або навпаки. Може розглядатись як кулісний механізм із поступально рухомою кулісою.
Поршень або інша деталь, що здійснює вертально-поступальний рух, взаємодіє з обертовим кривошипом через поперечний паз, що змушує його здійснювати обертання. Крива залежності зміщення поршня від часу має форму синусоїди якщо кривошип обертається із сталою кутовою швидкістю.

## Переваги
Переваги даного механізму у порівнянні із звичним кривошипно-шатунним механізмом наступні:
- менша кількість рухомих деталей, що при інших однакових умовах знижує втрати на тертя та збільшує надійність роботи;
- плавніший рух;
- більша частка часу, перебування механізму у верхній мертвій точці, що сприяє підвищенню теоретичного ККД, хоча на практиці підтвердити це важко[1].

## Недоліки
З недоліків слід згадати наступні:
- швидке зношування паза, який взаємодіє з корбою, що обумовлене тертям ковзання та значними контактними напруженнями, що виникають в місці контакту пар тертя;
- при використанні в поршневих двигунах внутрішнього згоряння — зростання втрати тепла під час спалювання паливо-повітряної суміші через триваліший період перебування у верхній мертвій точці, що зводить до нуля будь-які переваги від сталості об'єму при спалюванні пального у реальних двигунах[1].
- менша частка часу перебування механізму у нижній мертвій точці, що зменшує час випуску для двотактних двигунів у порівнянні з традиційними конструкціями.

## Застосування

Анімація роботи 4-циліндрового двигуна Бурка

Цей механізм в основному використовується у приводах клапанів на нафто- та газопроводах високого тиску.
Також даний механізм використовується в різних видах двигунів внутрішнього згоряння, наприклад, у двигуні Бурка, двигуні SyTech, парових двигунах та електролобзиках.